# Osiris Eldridge
Osiris Eldridge (Chicago, Illinois, 18 de junio de 1988) es un jugador de baloncesto estadounidense. Con 1.91 metros de estatura, juega en la posición de base. Actualmente pertenece a la plantilla del Büyükçekmece Basketbol Spor Kulübü de la BSL turca.

## Historia
El jugador formado en Illinois State Redbirds, tras su periplo universitario probó suerte en Turquía en las filas de Pınar Karşıyaka. Tras no realizar una buena temporada, volvió a su país para jugar en la D-League en los Bakersfield Jam antes de jugar en Francia (Boulazac) y Alemania (S.Oliver).
En verano de 2015, firma Buyukçekmece turco donde jugaría durante dos temporadas.

## Trayectoria deportiva
- Pınar Karşıyaka (2010–2011)
- Bakersfield Jam (2011–2012)
- Boulazac BD (2012)
- S.Oliver Baskets (2013)
- Denizli Basket (2013–2015)
- Tüyap Büyükçekmece Basketbol Kulübü (2015-2017)
- Trabzonspor Basketbol Kulübü (2017-2018)
- Büyükçekmece Basketbol Spor Kulübü (2018-)